# 3 août dans les chemins de fer
3 juillet 3 septembre
Chronologies thématiques
- Croisades
- Sports
- Disney

Cette page concerne les événements qui se sont déroulés un 3 août dans les chemins de fer.

## Événements

### XIXesiècle
- 1858. En France : Inauguration officielle de la  ligne de Paris à Cherbourg (Compagnie de l'Ouest) et les gares de Caen et de Cherbourg par l'Empereur Napoléon III et l'Impératrice Eugénie

- 1863. En France : ouverture de la section Niversac-Agen de la ligne Limoges-Agen (compagnie du PO).

### XXesiècle
- 1946. France : Marcel Flouret est nommé président de la SNCF, en remplacement de Pierre-Eugène Fournier.
- 1965. États-Unis : mise en service de la gare de Milwaukee.
- 1987. France : la première rame de tramway accessible aux personnes à mobilité réduite du monde circule pour la première fois en service commercial, à Grenoble.
- 1994. États-Unis : un train de la compagnie Amtrak déraille près de Batavia, dans l'État de New York, alors qu'il roulait à 120 km/h. 125 passagers et membres du personnel d'Amtrak sont blessés.

## Décès
- 1936 : Fulgence Bienvenüe